# Gaylussacia buxifolia
Gaylussacia buxifolia är en ljungväxtart som beskrevs av Carl Sigismund Kunth. Gaylussacia buxifolia ingår i släktet Gaylussacia och familjen ljungväxter. Inga underarter finns listade i Catalogue of Life.